# Lizawka
Lizawka, solnik – urządzenie służące do podawania soli zwierzynie grubej (łoś, jeleń, daniel, sarna, muflon, dzik) oraz zwierzętom hodowanym (bydło, konie). Lizawka  to często zlokalizowany w bliskim sąsiedztwie paśnika słupek z wywierconymi lub naciętymi otworami, w którym znajduje się kostka soli kamiennej. Podawanie soli w postaci lizawek jest jednym ze sposobów uzupełniania składników pokarmowych u przeżuwaczy, przede wszystkim w okresie zimy. W ekosystemie ziemskim często występują lizawki naturalne, gdzie zwierzęta mogą uzupełnić minerały, jak sód, wapń, żelazo, fosfor czy cynk, niezbędne do wzmocnienia kośćca i mięśni przed nastaniem wiosny.

## Galeria

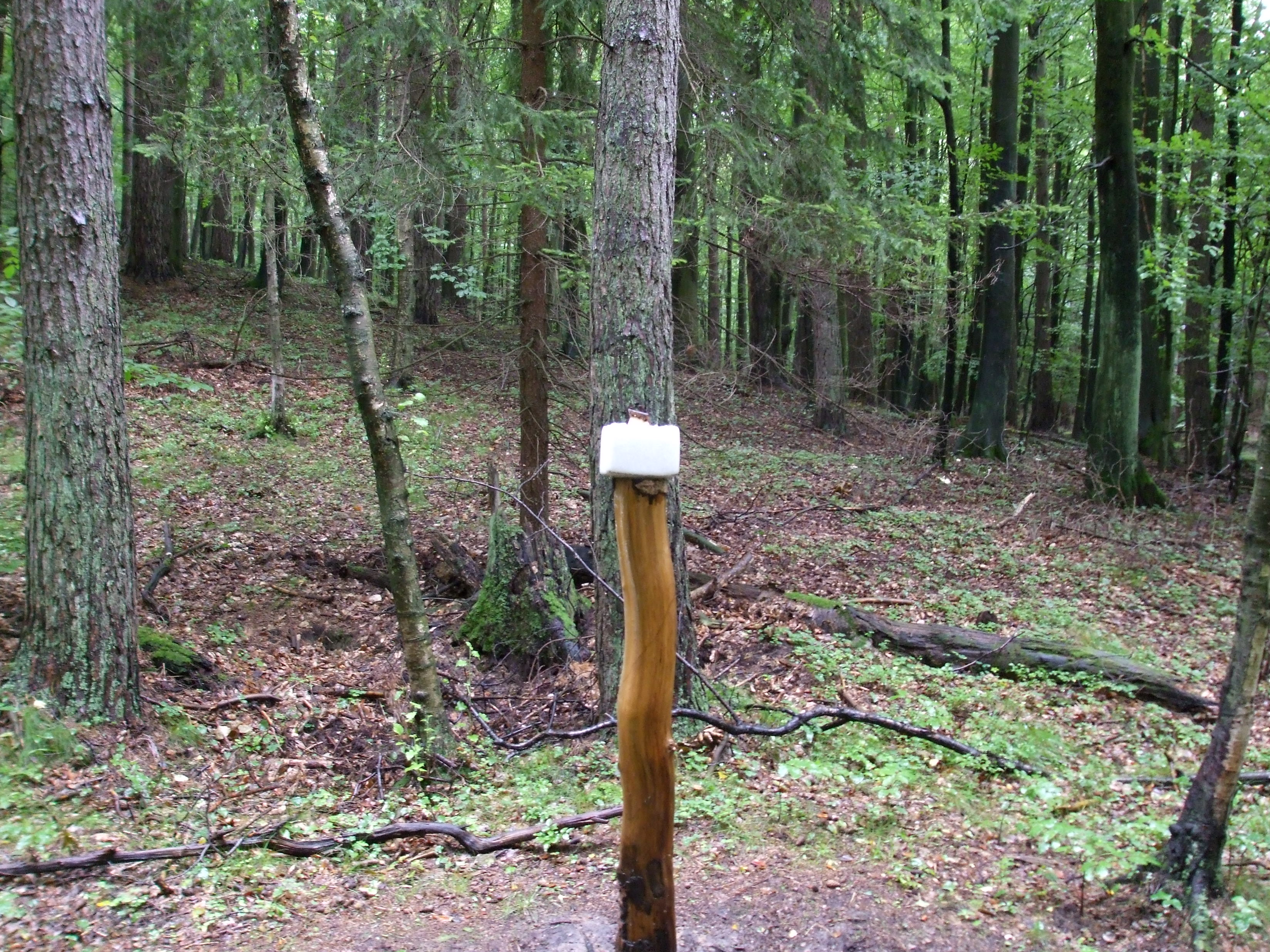
Lizawka z kostką soli w Sopocie
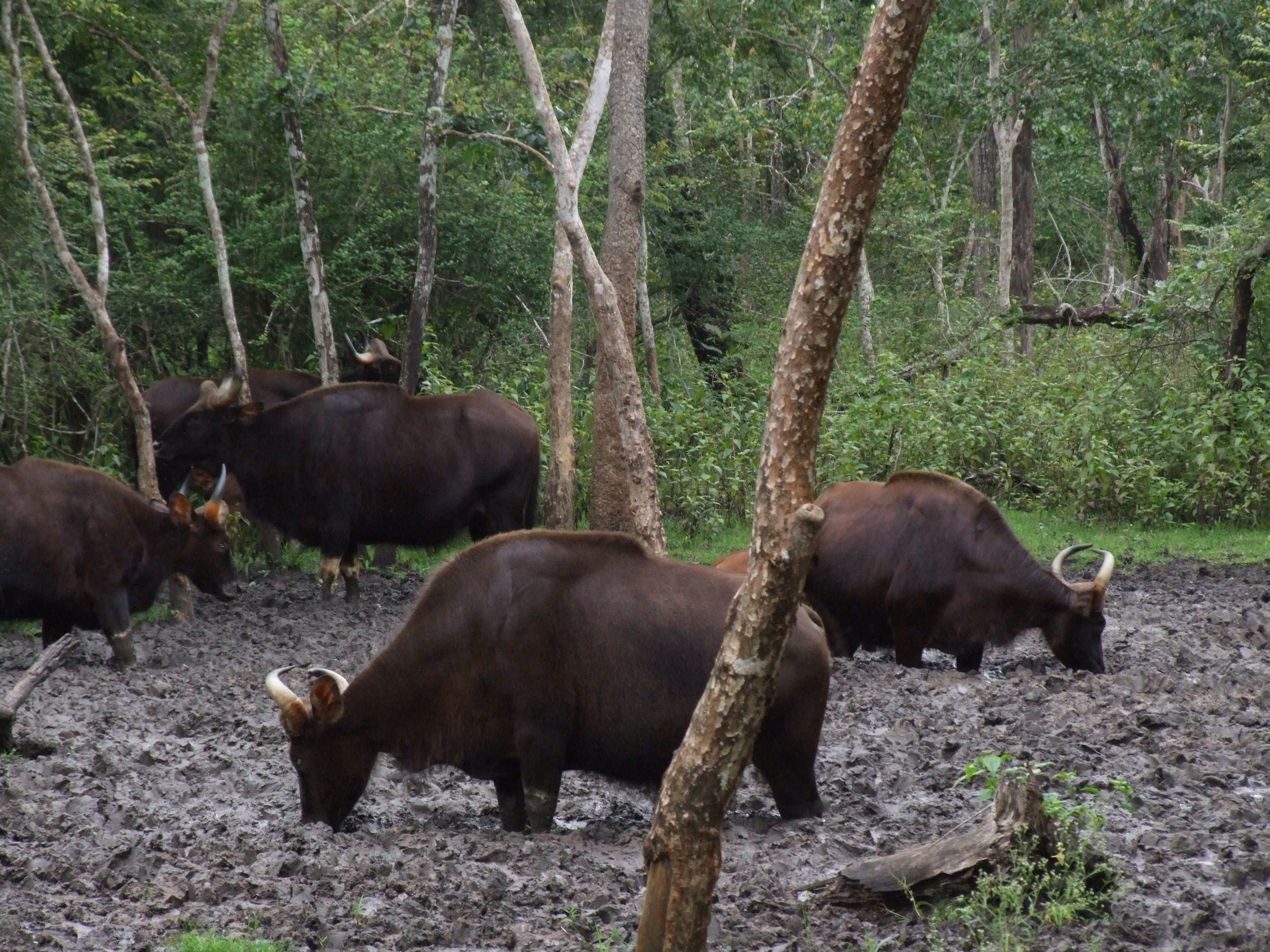
Gaury na lizawce naturalnej
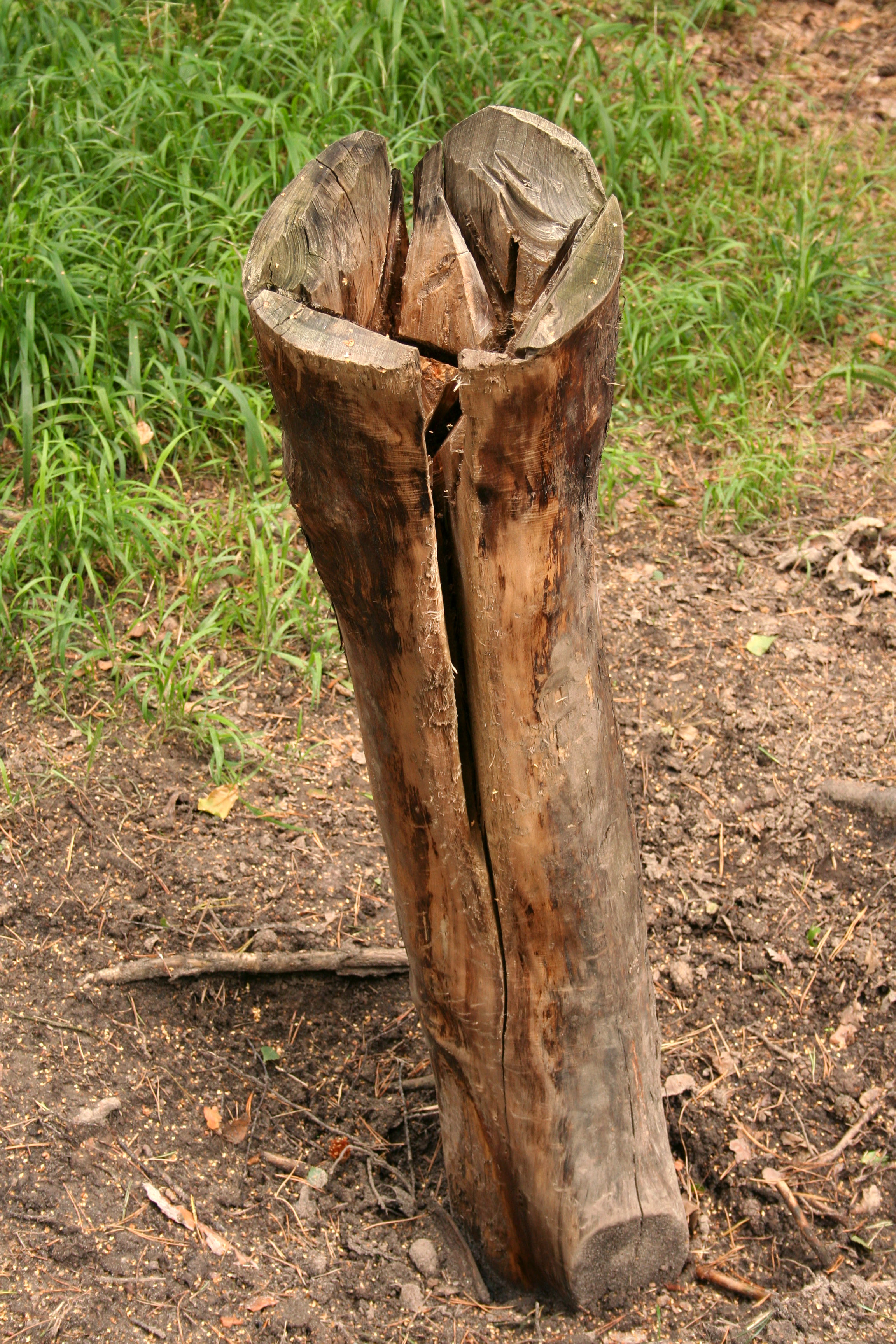
Lizawka bez kostki soli